# Ritsuryō
Ritsuryō (律令) é o sistema histórico de leis baseadas no Confucionismo e no legalismo chinês no Japão. O sistema político de acordo com o Ritsuryō é chamado "Ritsuryō-sei" (律令制). Kyaku (格) são emendas do Ritsuryō, Shiki (式) são edições.
O Ritsuryō definiu tanto um código penal (律, Ritsu) como um código administrativo (令, Ryō).
Durante o final do Período Asuka (final do século VII – 710) e o Período Nara (710 – 794), a corte imperial, tentando copiar o rigoroso sistema político chinês da Dinastia Tang, criou e reforçou algumas coleções de Ritsuryō. No curso dos séculos, o estado ritsuryō produziu mais e mais informação cuidadosamente arquivada; contudo, com a passagem do tempo no Período Heian, as instituições do  ritsuryō evoluíram para um sistema político e cultural.
Em 645, as Reformas Taika foram os primeiros sinais da implementação do sistema.
Os principais usos do Ritsuryō incluem os seguintes:
- Ōmi-ryō (近江令, 669) – 22 volumes de códigos administrativos, de existência não comprovada
- Asuka-kiyomihara-ryō (飛鳥浄御原令, 689) – 22 volumes de códigos administrativos
- Taihō-ritsuryō (大宝律令, 701) – de maior influência, 11 volumes de códigos administrativos e 6 volumes de códigos criminais
- Yōrō-ritsuryō (養老律令, 720, editado em 757) – 10 volumes de códigos administrativos, 10 volumes de códigos criminais, edição revisada do Taihō-ritsuryō

## Principais feitos

### Governo e administração
Na segunda metade do século VII, o sistema Kokugunri (国郡里制, kokugunri-sei) foi introduzido, dividindo as regiões do Japão em várias divisões administrativas.
- Províncias (国, kuni, compostas por numerosos distritos)
- Distritos (郡, gun, kōri, compostos por 2 a 20 aldeias)
- Aldeias (里, ri, sato, compostas por 50 casas)

Em 715, o sistema Gōri (郷里制, gōri-sei) foi introduzido, resultando no seguinte.
- Províncias (国, kuni, compostas por numerosos distritos)
- Distritos (郡, gun, kōri, compostos por 2 a 20 vilas)
- Vilas (郷, gō, compostas por 50 casas e divididas em 2 ou 3 aldeias)
- Aldeias (里, ri, sato, geralmente compostas por 10 a 25 casas)

O sistema foi abandonado em 740.

### Centralizado e sistematizado
O sistema do ritsuryō também instituiu um governo administrativo central, com o Imperador no topo. Dois departamentos foram criados:
- O Jingi-kan (神祇官, Departamento de Cultos), responsável pelos cultos religiosos e pelo clero.
- O Daijō-kan (太政官, Departamento de Estado), dividido por oito ministros.

Os postos desses departamentos eram divididos em quatro níveis: kami (長官), suke (次官), jō (判官) e sakan (主典).  Esse modelo foi amplamente utilizado, mesmo entre membros da corte cujas funções não se relacionavam com esses tipos de poderes e responsabilidades comumente associadas com o governo– por exemplo:
Músicos da corte
- Músico chefe da corte (雅楽頭,, Uta no kami).[4]
- Primeiro assistente musical da corte (雅楽助,, Uta no suke).[4]
- Segundo assistente musical da corte (雅楽允,, Uta no jō).[5]
- Músicos assistentes (雅楽属,, Uta no sakan).[5]

Farmacêuticos da corte
- Farmacêutico chefe da corte (典薬頭,, Ten'yaku no kami).[6]
- Primeiro assistente do farmacêutico chefe (典薬助, ,Ten'yaku no suke).[6]
- Segundo assistente do farmacêutico chefe (典薬允, ,Ten'yaku no jō).[6]
- Assistentes do farmacêutico chefe (典薬属, ,Ten'yaku no sakan).[6]

Um sistema de hierarquia dos cargos públicos foi introduzido com mais de 30 níveis (官位 Kan'i), regulando quais postos poderiam ser alcançados por nível. A posição deveria ser baseada no mérito, assim os filhos de altos oficiais não receberiam níveis automáticos. Esse dispositivo (蔭位の制 on'i no sei) existia na lei de Tang, entretanto o sistema do Ritsuryō tinha alguns níveis obtidos por crianças, baseados na hereditariedade.
Registros dos cidadãos, atualizados a cada 6 anos (戸籍 koseki), assim como o livro anual de impostos (計帳 keichō), foram estabelecidos.
Baseado no keichō, um sistema tributário foi estabelecido (租庸調 Soyōchō). Os impostos eram contados pela produção de arroz, mas também por alguns produtos locais (como algodão e sal) mandados para a capital.
The system also established local corvée at a provincial level by orders of the kokushi), a corvée at the Capital (although the corvée at the capital could be replaced by goods sent) and military service.

### Código criminal
Um sistema criminal foi estabelecido, com cinco níveis de penas (五刑, gokei).
- Açoite (笞, chi): Dependendo da gravidade do crime, 10, 20, 30, 40 ou 50 golpes  de bastão nas nádegas.
- Açoite público (杖, jō): Dependendo da gravidade do crime, 60, 70, 80, 90 ou 100 golpes nas nádegas, em público, usando um bastão um pouco mais grosso do que o utilizado no chi.
- Prisão (徒, zu): Dependendo da gravidade do crime, prisão por 1, 1.5, 2, 2.5 ou 3 anos.
- Exílio (流, ru): Dependendo da gravidade do crime, exílio próximo (近流, konru), exílio semidistante (中流, chūru), or exílio distante (遠流, onru).
- Morte (死, shi): Dependendo da gravidade do crime, morte porenforcamento (絞, kō) ou decapitação (斬, zan).

Definia oito crimes graves (八虐, hachigyaku) que eram impassíveis de anistia.  O código foi baseado nas Dez abominações do código Tang, mas dois crimes relacionados a vida familiar e ofensas à família (como incesto, adultério, etc.) —foram removidos.

### Handen-Shuju
As terras, assim como os cidadãos, eram "propriedade pública" (公地公民). Um dos maiores pilares do Ritsuryō foi a introdução do sistema Handen-Shūju (班田収受制), similar ao sistema equitativo de terra na China. O Handen-Shūju regulava a propriedade da terra. Baseado no registro, cada cidadão com mais de 6 anos era incluído em um "campo distribuído" (口分田, kubunden), sujeito a taxação (aproximadamente 3% da produção). A área de cada campo era de 2 tan (段) para homens  (aproximadamente 22 ares), e dois terços disso para mulheres. (Entretanto, às castas Shinuhi e Kenin só cabiam um terço dessa área). O campo voltava para o Estado com a morte da pessoa.
Terras pertencentes a templos e santuários eram isentas de tributos.
A coleta e redistribuição das terras aconteciam a cada 6 anos.

### Castas
Artigo principal: Castas do Japão sob o Ritsuryō
A população era dividida em duas castas, Ryōmin (良民) (depois dividida em quatro subcastas) e Senmin (賤民) (dividida em cinco subcastas), sendo a última próxima à escravidão. Cidadãos vestiam cores diferentes de acordo com a casta.

## Evolução da aplicação do Ritsuryō
Algumas modificações foram feitas com o tempo. Para promover o cultivo, uma lei permitindo a posse por três gerações de novos campos aráveis foi promulgada em 723 (三世一身の法, Sanze-isshin Law) e sem limites em 743 (墾田永年私財法, Konden Einen Shizai Law).
Isso levou ao surgimento de grandes propriedades privadas, os primeiros shōen.
A aplicação estrita do sistema Handen-Shūju decaiu nos séculos VIII e IX. Numa tentativa de manter o sistema, o período entre as coletas e redistribuições foi aumentado para 12 anos pelo Imperador Kanmu. Ao início do Período Heian, o sistema quase não era utilizado. A última coleta/redistribuição ocorreu entre 902 e 903.
O sistema de castas foi cada vez menos usado. Alguns Ryōmin se casavam com Senmin para evitar impostos, e crianças Senmin/Ryōmin se tornavam Ryōmin. No final do século IX/começo do X, o sistema de castas perdeu praticamente toda a sua substância.
Postos hereditários para cargos públicos levaram ao monopólio dos principais cargos por um pequeno número de famílias, na prática uma nobreza, como os clãs Fujiwara, Minamoto, Taira  e Tachibana.